# Heinrich Schuster (Fußballspieler)
Heinrich Schuster (Lebensdaten unbekannt) war ein deutscher Fußballspieler. 

## Karriere
Schuster gehörte der SpVgg Fürth als Abwehrspieler an, für die er von 1915 bis 1918 in der zweitklassigen Bezirksklasse Mittelfranken und von 1919 bis 1921 in der erstklassigen Kreisliga Nordbayern Punktspiele bestritt. In diesem Zeitraum gewann er mit seiner Mannschaft je einmal die Ostkreismeisterschaft und den Süddeutschen Pokal-Wettbewerb. 
Mit dem Aufleben eines regelmäßigen Spielbetriebes nach dem Ende des Ersten Weltkrieges wurde auch die Endrunde um die Deutsche Meisterschaft wiederbelebt; die SpVgg Fürth nahm als Titelverteidiger – von vor sechs Jahren – an dieser teil. Schuster bestritt das am 16. Mai 1920 mit 7:0 gewonnene Viertelfinale gegen den VfTuR 1889 M.Gladbach, das am 30. Mai 1920 mit 4:0 gewonnene Halbfinale bei den Vereinigten Breslauer Sportfreunden sowie das am 13. Juni 1920 in Frankfurt am Main mit 0:2 verlorene Finale gegen den 1. FC Nürnberg.

## Erfolge
- Zweiter der Deutschen Meisterschaft 1920
- Süddeutscher Pokal-Sieger 1918 (ohne Einsatz)
- Ostkreismeister 1917